# Ocimum dhofarense
Ocimum dhofarense là một loài thực vật có hoa trong họ Hoa môi. Loài này được (Sebald) A.J.Paton mô tả khoa học đầu tiên năm 1999.